# Megacarpaea delavayi
Megacarpaea delavayi är en korsblommig växtart som beskrevs av Adrien René Franchet. Megacarpaea delavayi ingår i släktet Megacarpaea och familjen korsblommiga växter. Inga underarter finns listade i Catalogue of Life.